# Сейферт, Карл Кинан
Карл Кинан Сейферт (англ. Carl K. Seyfert; 11 февраля 1911, Кливленд, Огайо — 13 июня 1960, Нашвилл) — американский астроном. В 1943 году открыл тип галактик с активными ядрами, позднее названный его именем, спектр излучения которых содержит множество ярких широких полос, что указывает на мощные выбросы газа со скоростями до нескольких тысяч километров в секунду.

## Биография
В 1933 году окончил Гарвардский университет, в 1933—1936 продолжал изучение астрономии в Гарвардской обсерватории под руководством Х. Шепли. В 1936—1940 работал в обсерватории Мак-Доналд, в 1940—1942 — в обсерватории Маунт-Вилсон. В 1942—1946 преподавал в технологическом институте Кейза и работал в обсерватории Уорнер и Суэйзи. С 1946 профессор университета Вандербильта в Нашвилле (штат Теннесси), с 1953 директор обсерватории имени Артура Дж. Дайера этого университета.
Сейферт состоял членом многих научных обществ, в том числе, Лондонского королевского астрономического общества (1946). Его имя занесено на карту Луны. Сейферт погиб в автомобильной катастрофе в Нашвилле 13 июня 1960.

## Память
В 1970 г. Международный астрономический союз присвоил имя Карла Сейферта кратеру на обратной стороне Луны.